# Chaenactideae
Chaenactideae, tribus biljaka u potporodici glavočika cjevnjača. Sastoji se od tri roda
1. Chaenactis DC.
2. Dimeresia A. Gray
3. Orochaenactis Coville